# Дудаков, Валерий Александрович
Вале́рий Алекса́ндрович Дудако́в (род. 7 декабря 1945, Москва) — советский и российский коллекционер, искусствовед.

## Биография
По первому образованию художник-полиграфист, в 1963 году окончил Издательско-полиграфический техникум по специальности художественно-технического редактора. В 1961 году пошел в Клуб юных искусствоведов при ГМИИ, первый выпуск которого закончил.
Был художником-оформителем в научно-технических издательствах Москвы, с 1969 года — в фирме «Мелодия», где в 1973 стал главным художником.
С 1966 года стал членом московского Горкома графиков, где собиралось много нонконформистов, что, по собственным словам, оказало на него важное влияние, как и Манежная выставка 1962 года.
Увлекшись коллекционированием в 1960-е годы, решил получить искусствоведческое образование — с 1963 по 1970 год с перерывом учился в МГУ. В 1970 году вместе с женой закончил искусствоведческое отделение истфака МГУ, кафедру русского искусства. Дудаков специализировался на вопросах синтеза искусств начала XX века, Кашуро — на дореволюционном плакате и рекламе. После получения диплома оба пошли в аспирантуру, соответственно МГУ и Полиграфического института. Дудаков окончил аспирантуру у Дмитрия Сарабьянова, написал диссертацию по проблемам синтеза в искусстве русского модерна.
В 1970-е годы, по собственным словам, оформлял подавляющую часть выпускаемых грамзаписей Шостаковича, Хачатуряна, Свиридова, с которыми был знаком. Сотрудничал с Э. Гилельсом, Е. Светлановым, Г. Рождественским, «особо был ценим» Р. Щедриным и М. Плисецкой. Но «оформительская работа перестала меня привлекать. Сработало и то, что, отказавшись перейти на службу референтом в КГБ, я был понижен в должности и не мог уже выбирать работу «по вкусу». Но это лишь подстегнуло мой интерес к собирательству».

### Коллекционер
Собирательскую деятельность начал в 1960-х годах. Первую картину супруги купили по совету Владимира Немухина — это была картина Владимира Вейсберга. Как позже рассказывал Дудаков, «по инерции» они покупали сначала шестидесятников — Ю. Купермана, Комара и Меламида, Анатолия Зверева, М. Рогинского. Потом они переключились на 1910—1920-е годы, и уже позже — на первую треть века и ранее. После повышения в должности в 1973 году Дудаков стал вкладывать в коллекционирование больше средств, но знакомство на следующий год с Яковом Рубинштейном подняло его на следующий уровень. В течение следующих 8 лет он стал его добровольным помощником. Другим своим наставником в собирательстве Дудаков называет Юрия Торсуева. Через Рубинштейна он познакомился со многими другими коллекционерами «старой школы», а также с наследниками художников. Увлекаться работами мастеров Союза русских художников Дудаков перестал в 1975 году. Диапазон собрания сузился — теперь оно стало включать художников «Мира искусства», «Голубой розы», «Бубнового валета», левых течений 1-й трети XX века, а также шестидесятников. Во 2-й пол. 1970-х чета коллекционеров стала уделять большее внимание «Голубой розе», левым течениям 1910-х годов. Тогда в коллекцию Дудакова вошли «Распятие» Лентулова, «Карусель» Судейкина, «Трамвай» Богомазова.
В 1980-е годы супруги решили передать наиболее значимую часть коллекции в Музей современного искусства, о создании которого тогда мечтали в московской художественной среде. С этим планом, как вспоминает Дудаков, в 1986 году он пришел в Советский фонд культуры, где его идею поддержали Н. Н. Разумович и В. Н. Немухин, а также первый зампред фонда Г. В. Мясников, который выдвинул идею создания Клуба коллекционеров, а затем пригласил в штат Отдела частных коллекций и выставок.
В Советском фонде культуры он стал заведовать отделом выставок частных коллекций и музеем современного искусства. Позже Мясников пригласил его в Музей современного искусства, созданием которого Дудаков начал вместе с В. А. Пушкаревым.
Дудаков активно участвовал в работе двух клубов коллекционеров, существовавших в России — при Советском фонде культуры, а затем российского, основанного в 1997 году — Клуба коллекционеров изобразительного искусства, главой которого стал.
В Советском фонде культуры (затем Российском) Дудаков проработал с 1987 по 1993 год — главным экспертом, заведующим отделом, членом правления Всесоюзного общества коллекционеров. «При этом наша собственная коллекция пополнялась весьма умеренно — все силы уходили на деятельность в фонде. Там я познал славу, интриги, там были свои взлеты и падения, знакомство с директорами известнейших музеев, владельцами и руководителями крупнейших аукционов, встречи и беседы с послами стран Европы и Америки, промышленниками, „капитанами“ индустрии из компаний ФИАТ, Де Бирс, Пирелли, экскурсии с „бато“ Шеварнадзе, общение с Раисой Максимовной Горбачевой и членами Политбюро, а главное, изнурительная работа по 18 часов в сутки и постоянная экспертная деятельность в России и за рубежом, нередкие экспертизы в „Сотбис“, „Кристис“, „Филипс“. Много сил уходило на помощь коллекционерам и консультации, но я об этом не жалею и вспоминаю как о лучшем времени жизни». За 7 лет его отдел организовал 23 выставки за рубежом, а в пространствах СССР было показано 140 выставок из частных коллекций.
В этот период стал писать статьи для каталогов организованных выставок, начал читать лекции о частном коллекционировании и его истории в России.
После ухода из фонда Дудаков немного изменил характер коллекции, расставшись со многими произведениями мирискусников, частью работ «Бубнового валета», 1920—1930-х годов.
Начал работать в частной сфере, консультировал «Менатеп», «Русское золото», «Лукойл», банковские структуры. В этот период коллекция стала пополняться вещами, купленными на Западе, а также работами представителей «второго авангарда» — шестидесятников".
С 1997 года — художественный, затем генеральный директор галереи «Новый Эрмитаж» на Спиридоновке, где организовал более 50 выставок из частных коллекций членов Клуба коллекционеров изобразительного искусства, председателем которого он был избран.
По указанию каталога 2006 года, коллекция Дудакова и Кашуро насчитывала свыше 500 работ — прежде всего это художники-символисты, мастера русского авангарда, и нонконформисты. Н. Автономова пишет: «Активная деятельность В. А. Дудакова как собирателя и первоклассный состав его коллекции непосредственно связаны с его незаурядной личностью, особенностями характера. (…) Дудаков и Кашуро принадлежат к плеяде увлеченных и целеустремленных собирателей, ценителей отечественного искусства».
Портреты Дудакова выполнил Владислав Головин (рисунок, начало 1970-х).
В мае 2025 года Валерий Дудаков передал в собрание Нижегородского художественного музея около 40 произведений изобразительного искусства художественного объединения «Голубая роза» из своей коллекции. Среди них — работы Михаила Врубеля, Сергея Судейкина, Василия Милиоти, Николая Рябушинского, Николая Феофилактова, отсутствовали живописные полотна Петра Уткина и Артура Фонвизина.

### Выставки
- 2002 — выставка коллекции в Манеже

## Семья
- Жена — Марина Константиновна Кашуро, искусствовед, коллекционер
- Сын — Константин Валерьевич Дудаков-Кашуро, специалист по искусству и литературе немецкого и итальянского авангарда, автор исследований и выставок по истории раннесоветской шумовой культуры[18].
- Другие дети

## Сочинения
- David Elliott, V. A. Dudakov. 100 Years of Russian Art, 1889—1989: From Private Collections in the USSR. — Lund Humphries, 1989
- Дудаков В. А., Кашуро М. К. Русское искусство. Частное собрание. СПб, «Золотой век», М., «Априори», 2006
- Дудаков В. А. Борис Свешников. Свободный в мире несвободы. М., Галарт, 2009.
- Дудаков В. А. Коллекционеры: они были легальными миллионерами в СССР. М., «Пробел-2000», 2018. (2-е изд. 2020 год)[19].

Художественные произведения, стихи (избранное):
- Мой «Киото гарден». М., Пробел-2000, 2013. ISBN 978-5-98604-403-3
- Избранное. М., Пробел-2000, 2015. ISBN 978-5-98604-611-2 (300 экз).
- Прощения. Прощания: 50 стихотворений. М., Пробел-2000, 2015. ISBN 978-5-98604-517-7 (300 экз)
- Sapphire Princess: 50 стихотворений. М., Пробел-2000, 2016. ISBN 978-5-98604-560-3 (300 экз)
- Жар-птица осени: 45 стихотворений. М., Пробел-2000, 2016. ISBN 978-5-98604-543-6 (300 экз.)